# كوينزلاند
كوينزلاند (Queensland) هي ولاية في شمال شرق أستراليا. وهي ثاني أكبر ولايات أستراليا مساحة، والثالثة من حيث عدد السكان. عاصمتها بريزبان. من أشهر مناطقها غولد كوست، وصن شاين كوست، تاونسفيل، وروكامبتون، وماكاي، وكيرنز، وتوومبا، وماونت إيسا.
في نهاية عام 2005 بلغ عدد سكان الولاية أربعة ملايين نسمة. تعد كوينزلاند أسرع ولايات أستراليا نمواً سكانياً، حيث ينتقل إليها حوالي 1500 شخص أسبوعياً. كانت الولاية مستعمرة بريطانية، وقد انفصلت عن ولاية نيوساوث ويلز في عام 1859.
كان سكان الأستراليون الأصليون وسكان جزر مضيق توريس هم أول من استقر في كوينزلاند. اكتشف الملاح الهولندي ويليم جانزون [الإنجليزية] الساحل الغربي لشبه جزيرة كيب يورك في عام 1606 وكان أول أوروبي تطأ قدمه أستراليا. في عام 1770 طالب جيمس كوك بالساحل الشرقي لأستراليا لصالح مملكة بريطانيا العظمى. في عام 1788 أسس آرثر فيليب مستعمرة نيو ساوث ويلز والتي تضمنت كل ما يعرف اليوم بكوينزلاند. استكشفت كوينزلاند في العقود اللاحقة، وتم إنشاء تسوية خليج موريتون الجزائية [الإنجليزية] في بريزبان في عام 1824 من قبل جون أوكسلي. في 6 يونيو 1859 (المعروف اليوم باسم يوم كوينزلاند) وقعت الملكة فيكتوريا على الأوراق الرسمية لتأسيس مستعمرة كوينزلاند وفصلها عن نيو ساوث ويلز، وبالتالي تأسست كوينزلاند كمستعمرة ذات حكم ذاتي تتبع للتاج البريطاني مع حكومة مسؤولة. كانت كوينزلاند واحدة من المستعمرات الست التي أسست الإتحاد الاسترالي في 1 يناير 1901. تلقت كوينزلاند مستوى مرتفعًا من الهجرة الداخلية من الولايات والأقاليم الأخرى في أستراليا منذ عهد بيلكي بيترسون في أواخر القرن العشرين. ولا تزال وجهة شهيرة للهجرة بين الولايات.
تمتلك كوينزلاند ثالث أكبر اقتصاد بين الولايات الأسترالية، خصوصا في التعدين والزراعة والنقل والتعليم الدولي والتأمين والخدمات المصرفية. تشتهر الولاية باسم بولاية الشمس المشرقة نظرًا لمناخها الاستوائي وشبه المداري. كما أن الحاجز المرجاني العظيم والعديد من الشواطئ مهمة أيضًا لاقتصاد الولاية.

## نبذة
يهيمن الساحل على ولاية كوينزلاند، لذلك ليس من الغريب أن تتركز معظم المستوطنات ومناطق الجذب السياحي في هذا الشريط الساحلي الضيق الذي يتميز بالعديد من المعالم الطبيعية الرائعة مثل الحاجز المرجاني العظيم والغابات الممطرة المورقة. كما يوجد بالمنطقة الداخلية شريط «جريت دافيدنج رانج» الجبلي ومجموعة من المرتفعات الواسعة إلى جانب العديد من مناطق الأراضي الزراعية الخصبة المستوية التي تمتد باتجاه الغرب. وتأتي بعد ذلك المنطقة النائية القاحلة والتي تنتهي عند بداية الإقليم الشمالي. كما يوجد في منطقة «جلف كانتري» وشبه جزيرة «كيب يورك» الواقعة في أقصى الشمال العديد من المناطق الواسعة غير المأهولة التي تنتشر فيها أعداد كبيرة جدا من مجاري الأنهار الجافة التي يمكن أن تفيض بالمياه في المواسم الممطرة.

## المناخ
ويختلف الطقس في ولاية كوينزلاند الشمالية عن أي طقس آخر إذ لا يتعلق الأمر بقدوم فصل الصيف أو الشتاء بل تتنوع المواسم ما بين الأجواء الساخنة والرطبة أو الباردة والجافة. وترتفع نسبة الرطوبة في الفترة ما بين شهري نوفمبر وديسمبر وشهري أبريل ومايو وتصبح درجة الحرارة أكثر ارتفاعاً لفترة تمتد إلى نصف العام، بينما تعتبر الفترة من يناير إلى مارس هي الأكثر ارتفاعاً في نسبة الأمطار وعلى وجه الخصوص في المناطق الساحلية الشمالية. كما يشهد هذا الموسم أيضًا حدوث الأعاصير. ولا تشهد ولاية كوينزلاند عادة أي «طقس بارد»، ولكن قد تنخفض درجة الحرارة في المناطق الداخلية أو المرتفعة في المساء في الفترة ما بين شهر مايو وسبتمبر. ونادراً ما تنخفض درجات الحرارة في بريزبن، جنوب الولاية، عن 20 درجة مئوية، ويصير المناخ لطيفاً جداً في فصل الشتاء (في الفترة من يونيو حتى أغسطس)، ويخلو من الرطوبة الخانقة التي تلاقينا كلما اتجهنا شمالاً.

## معرض صور

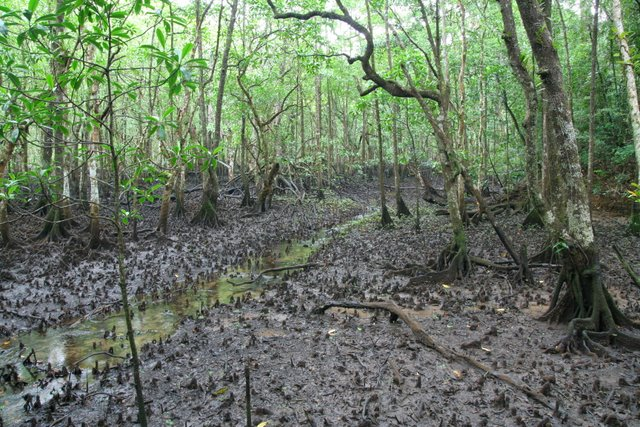
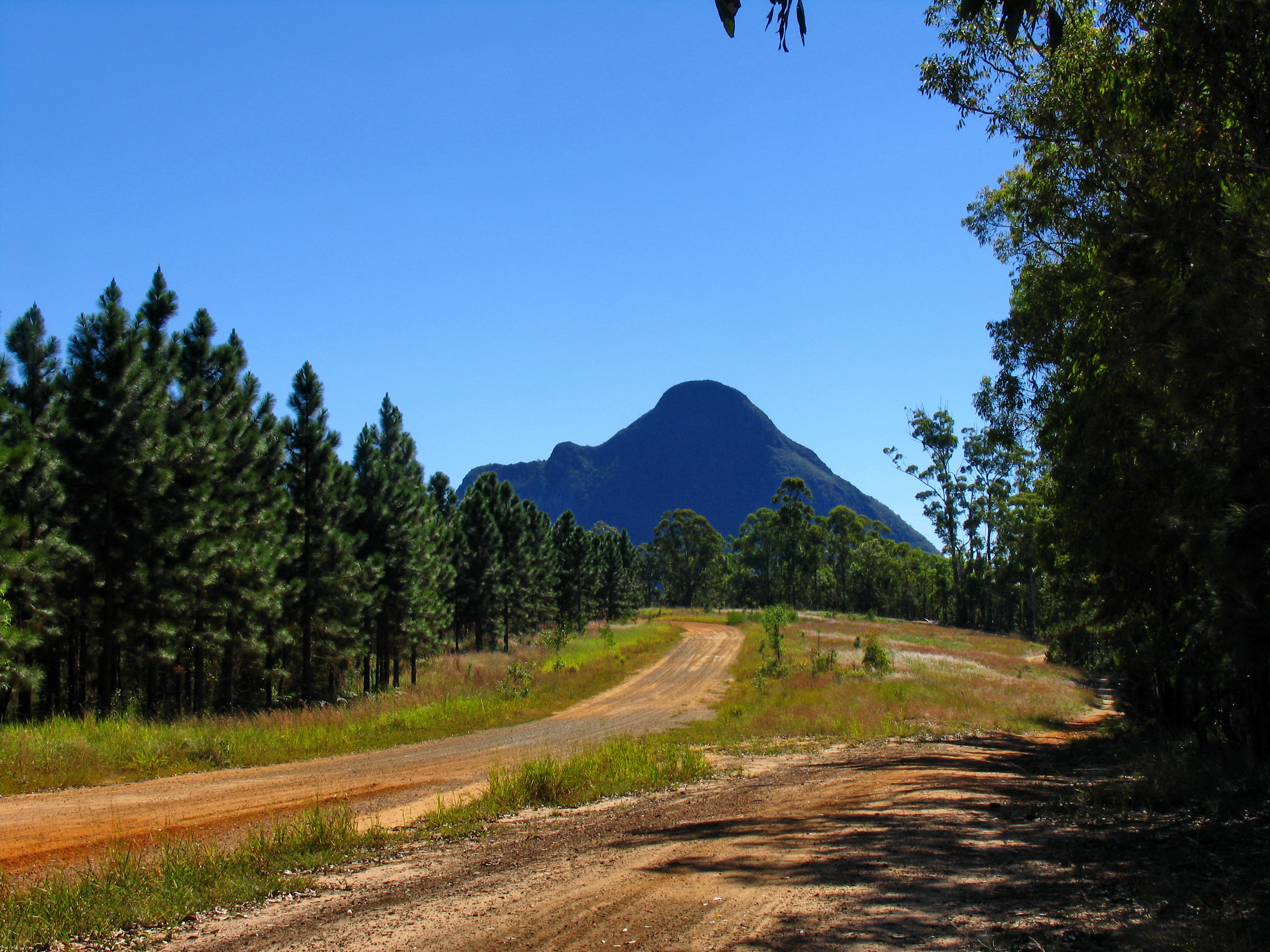
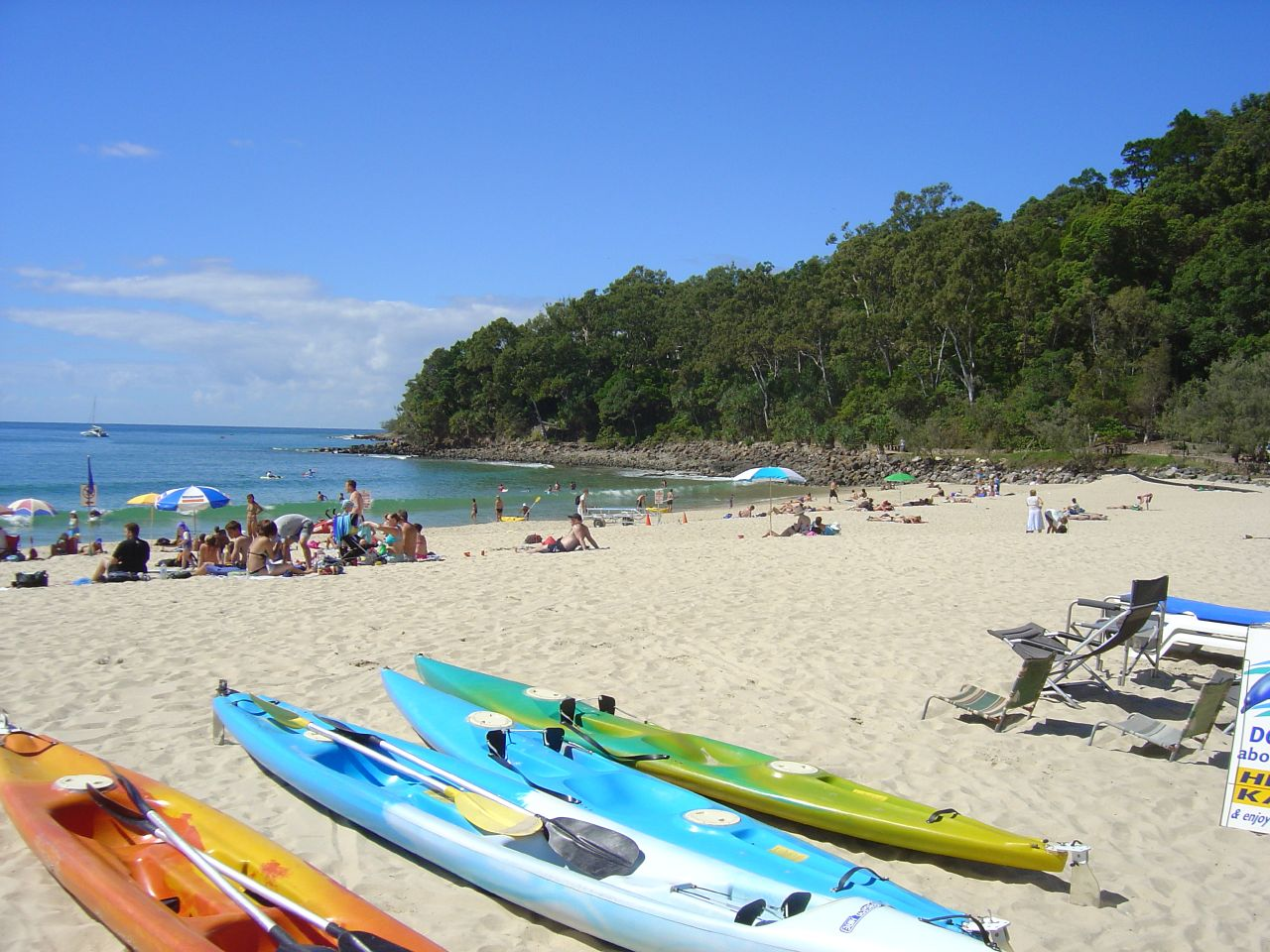
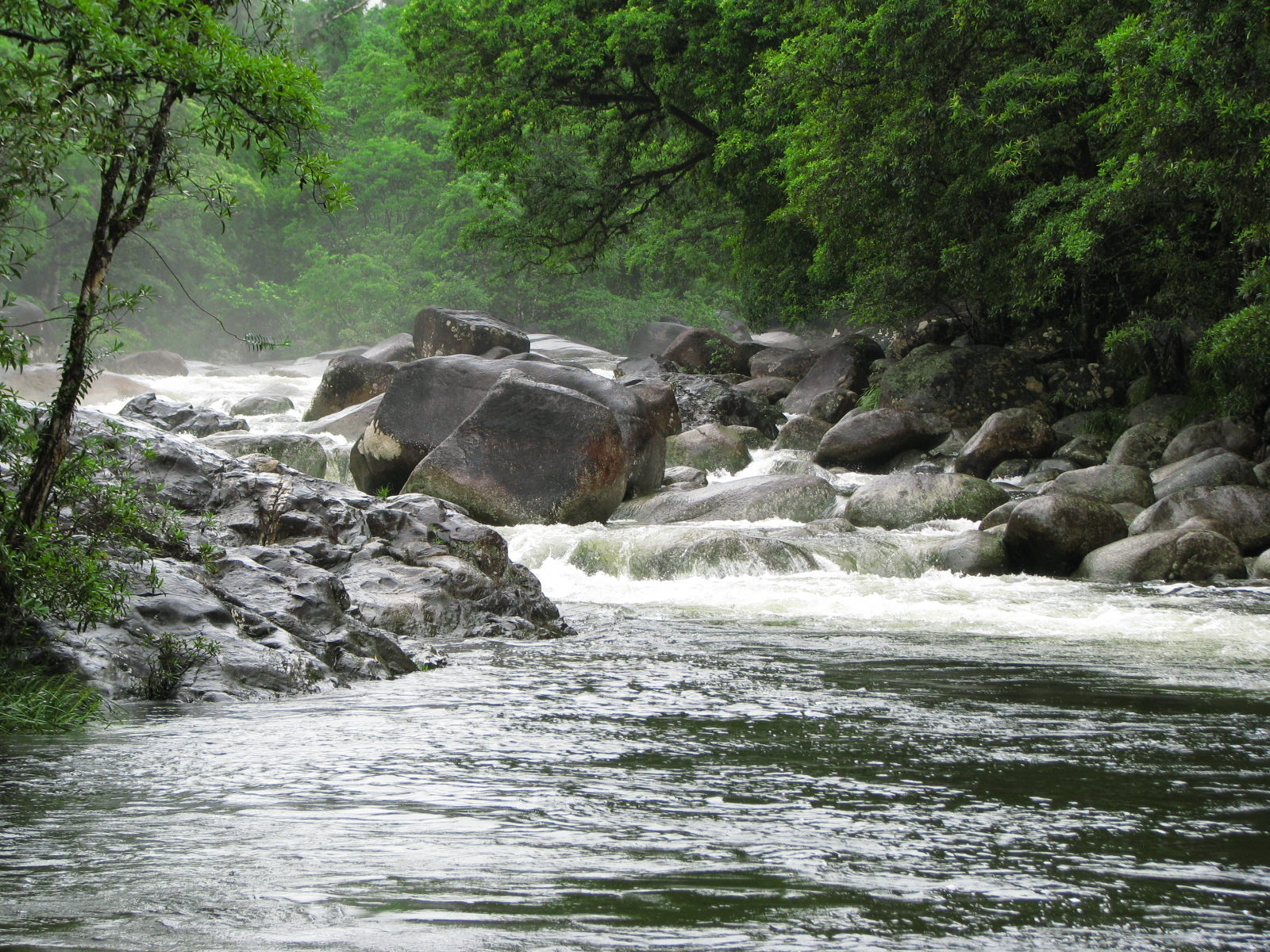

## وصلات خارجية
- الموقع الحكومي لولاية كوينز لاند